# Thainycteris torquatus
Thainycteris torquatus é uma espécie de morcego da família Vespertilionidae. É endêmica de Taiwan. Inicialmente foi descrita como Pipistrellus sp. por Lin e colaboradores (1997), baseado em suas características externas e pelo número de pré-molares, e só posteriormente foi descrita como uma nova espécie por Csorba e Lee (1999).